# Доходный дом А. С. Хренова (Таврическая улица, 3)
Доходный дом А. С. Хренова — памятник архитектуры. Расположен в Центральном районе Санкт-Петербурга, современный адрес дома — Таврическая улица, 3.
Владельцем участка Хренов стал в 1909 году, здание построено им предположительно в 1914 году, это пятый и последний дом, созданный архитектором на Таврической улице. Фасад здания украшен эркерами и портиком с четырьмя ионическими колоннами большого ордера. Гранитный цоколь здания обработан бучардой.
До 1917 года в доме жил Владимир Михайлович Зензинов.
Парадная лестница украшена лепниной и круглыми коринфскими колоннами.
В 2019 году дом вошел в перечень 255 многоквартирных домов — памятников архитектуры с особо сложными фасадами, которые предполагается отреставрировать по программе КГИОП «Наследие».